# Premiul Nobel pentru literatură
Premiul Nobel pentru Literatură este acordat anual unui autor din orice țară care, cu cuvintele lui Alfred Nobel, a produs „cea mai remarcabilă lucrare într-o tendință idealistică”. „Opera” în acest caz se referă în general la opera autorului ca un tot, nu la o lucrare individuală, deși lucrările individuale sunt uneori citate în decernări. Academia Suedeză decide cine, dacă este cazul, primește acest premiu în fiecare an.
Citatul original al lui Nobel a condus la multe controverse. În suedeza originală, cuvântul idealisk poate fi tradus fie ca „idealistic”, fie „ideal”. În anii anteriori, Comitetul Nobel a lovit aproape în intenția testamentului, omițând anumiți scriitori cu renume mondial, precum Lev Tolstoi și Henrik Ibsen, probabil din prisma faptului că opera lor nu era îndestul de „idealistică”. În anii de mai târziu, formularea a fost interpretată mult mai liberal, iar premiul este acordat, cum adesea se argumentează că ar trebui să se întâmple, pentru merit literar de durată. Însă, distincția continuă să genereze o cantitate de controversă, cum multe alte nume faimoase în literatură sunt uneori neglijate în favoarea unora mai puțin vehiculate, precum Dario Fo în 1997. Din păcate, acest fapt poate fi privit drept inevitabil în toate decernările literare bazate pe opinii subiective. Un subiect de discuție este variabilitatea comitetului predispus nejustificat pentru anumite perspective politice.

## Procedura de nominalizare
În fiecare an Academia Suedeză trimite cereri de nominalizare a candidaților pentru Premiul Nobel în Literatură. Membrii Academiei, membri ai academiilor și societăților literare, profesori de literatură și limbă, foști laureați pentru literatură ai Premiului și președinți de organizații ale scriitorilor au permisiunea de a nominaliza un candidat. Însă nu sunt posibile auto-nominalizările.
Mii de cereri sunt trimise anual, iar doar cincizeci de propuneri sunt admise. Acestea trebuie admise la Academie până la data de 1 februarie, după care sunt examinate de către Comitetul Nobel. Până în luna aprilie, Academia îngustează cercul la aproximativ douăzeci de candidați și până la ivirea verii lista se reduce la cinci nume. În luna octombrie a anului, membrii Academiei votează, iar candidatul care primește mai mult decât jumătate din numărul voturilor este numit Laureatul Nobel pentru Literatură. Procesul este similar celorlalte Premii Nobel.
Răsplata în bani a Premiului Nobel a fluctuat de la inaugurarea sa, dar în prezent se află la 10 milioane de coroane suedeze. Câștigătorul primește și o medalie de aur și o diplomă Nobel.

## Listă de laureați Nobel pentru literatură
Listă a laureaților Premiului Nobel din 1901 până în prezent.
| An   | Nume                                            | Țară                                     | Limbă (limbi)    |
| ---- | ----------------------------------------------- | ---------------------------------------- | ---------------- |
| 1901 | Sully Prudhomme                                 | Franța                                   | Franceză         |
| 1902 | Theodor Mommsen                                 | Germania                                 | Germană          |
| 1903 | Bjørnstjerne Bjørnson                           | Norvegia                                 | Norvegiană       |
| 1904 | Frédéric Mistral                                | Franța                                   | Occitană         |
| 1904 | José Echegaray y Eizaguirre                     | Spania                                   | Spaniolă         |
| 1905 | Henryk Sienkiewicz                              | Polonia                                  | Poloneză         |
| 1906 | Giosuè Carducci                                 | Italia                                   | Italiană         |
| 1907 | Rudyard Kipling                                 | Regatul Unit                             | Engleză          |
| 1908 | Rudolf Christoph Eucken                         | Germania                                 | Germană          |
| 1909 | Selma Lagerlöf                                  | Suedia                                   | Suedeză          |
| 1910 | Paul Heyse                                      | Germania                                 | Germană          |
| 1911 | Maurice Maeterlinck                             | Belgia                                   | Franceză         |
| 1912 | Gerhart Hauptmann                               | Germania                                 | Germană          |
| 1913 | Rabindranath Tagore                             | India                                    | Bengaleză        |
| 1915 | Romain Rolland                                  | Franța                                   | Franceză         |
| 1916 | Verner von Heidenstam                           | Suedia                                   | Suedeză          |
| 1917 | Karl Adolph Gjellerup                           | Danemarca                                | Daneză           |
| 1917 | Henrik Pontoppidan                              | Danemarca                                | Daneză           |
| 1919 | Carl Spitteler                                  | Elveția                                  | Germană          |
| 1920 | Knut Hamsun                                     | Norvegia                                 | Norvegiană       |
| 1921 | Anatole France                                  | Franța                                   | Franceză         |
| 1922 | Jacinto Benavente                               | Spania                                   | Spaniolă         |
| 1923 | William Butler Yeats                            | Irlanda                                  | Engleză          |
| 1924 | Władysław Reymont                               | Polonia                                  | Poloneză         |
| 1925 | George Bernard Shaw                             | Irlanda                                  | Engleză          |
| 1926 | Grazia Deledda                                  | Italia                                   | Italiană         |
| 1927 | Henri Bergson                                   | Franța                                   | Franceză         |
| 1928 | Sigrid Undset                                   | Norvegia                                 | Norvegiană       |
| 1929 | Thomas Mann                                     | Germania                                 | Germană          |
| 1930 | Sinclair Lewis                                  | Statele Unite ale Americii               | Engleză          |
| 1931 | Erik Axel Karlfeldt                             | Suedia                                   | Suedeză          |
| 1932 | John Galsworthy                                 | Regatul Unit                             | Engleză          |
| 1933 | Ivan Alexeevici Bunin                           | Rusia (în exil)                          | Rusă             |
| 1934 | Luigi Pirandello                                | Italia                                   | Italiană         |
| 1936 | Eugene O'Neill                                  | Statele Unite ale Americii               | Engleză          |
| 1937 | Roger Martin du Gard                            | Franța                                   | Franceză         |
| 1938 | Pearl S. Buck                                   | Statele Unite ale Americii               | Engleză          |
| 1939 | Frans Eemil Sillanpää                           | Finlanda                                 | Finlandeză       |
| 1944 | Johannes Vilhelm Jensen                         | Danemarca                                | Daneză           |
| 1945 | Gabriela Mistral                                | Chile                                    | Spaniolă         |
| 1946 | Hermann Hesse                                   | Elveția                                  | Germană          |
| 1947 | André Gide                                      | Franța                                   | Franceză         |
| 1948 | T. S. Eliot                                     | Statele Unite ale Americii/ Regatul Unit | Engleză          |
| 1949 | William Faulkner                                | Statele Unite ale Americii               | Engleză          |
| 1950 | Bertrand Russell                                | Regatul Unit                             | Engleză          |
| 1951 | Pär Lagerkvist                                  | Suedia                                   | Suedeză          |
| 1952 | François Mauriac                                | Franța                                   | Franceză         |
| 1953 | Sir Winston Churchill                           | Regatul Unit                             | Engleză          |
| 1954 | Ernest Hemingway                                | Statele Unite ale Americii               | Engleză          |
| 1955 | Halldór Laxness                                 | Islanda                                  | Islandeză        |
| 1956 | Juan Ramón Jiménez                              | Spania                                   | Spaniolă         |
| 1957 | Albert Camus                                    | Franța                                   | Franceză         |
| 1958 | Boris Leonidovici Pasternak (a refuzat premiul) | Rusia                                    | Rusă             |
| 1959 | Salvatore Quasimodo                             | Italia                                   | Italiană         |
| 1960 | Saint-John Perse                                | Franța                                   | Franceză         |
| 1961 | Ivo Andric                                      | Iugoslavia                               | Sârbo-croată     |
| 1962 | John Steinbeck                                  | Statele Unite ale Americii               | Engleză          |
| 1963 | Giorgos Seferis                                 | Grecia                                   | Greacă           |
| 1964 | Jean-Paul Sartre (a refuzat premiul)            | Franța                                   | Franceză         |
| 1965 | Mihail Șolohov                                  | Rusia                                    | Rusă             |
| 1966 | Șemuel Iosef Agnon                              | Israel                                   | Ebraică          |
| 1966 | Nelly Sachs                                     | Germania                                 | Germană          |
| 1967 | Miguel Ángel Asturias                           | Guatemala                                | Spaniolă         |
| 1968 | Yasunari Kawabata                               | Japonia                                  | Japoneză         |
| 1969 | Samuel Beckett                                  | Irlanda                                  | Engleză/Franceză |
| 1970 | Alexandr Soljenițîn                             | Rusia                                    | Rusă             |
| 1971 | Pablo Neruda                                    | Chile                                    | Spaniolă         |
| 1972 | Heinrich Böll                                   | Germania (Vest)                          | Germană          |
| 1973 | Patrick White                                   | Australia                                | Engleză          |
| 1974 | Eyvind Johnson                                  | Suedia                                   | Suedeză          |
| 1974 | Harry Martinson                                 | Suedia                                   | Suedeză          |
| 1975 | Eugenio Montale                                 | Italia                                   | Italiană         |
| 1976 | Saul Bellow                                     | Canada/ Statele Unite ale Americii       | Engleză          |
| 1977 | Vicente Aleixandre                              | Spania                                   | Spaniolă         |
| 1978 | Isaac Bashevis Singer                           | Statele Unite ale Americii               | Idiș             |
| 1979 | Odysseas Elytis                                 | Grecia                                   | Greacă           |
| 1980 | Czesław Miłosz                                  | Polonia/ Statele Unite ale Americii      | Poloneză         |
| 1981 | Elias Canetti                                   | Regatul Unit                             | Germană          |
| 1982 | Gabriel García Márquez                          | Columbia                                 | Spaniolă         |
| 1983 | William Golding                                 | Regatul Unit                             | Engleză          |
| 1984 | Jaroslav Seifert                                | Cehoslovacia                             | Cehă             |
| 1985 | Claude Simon                                    | Franța                                   | Franceză         |
| 1986 | Akinwande Oluwole Soyinka                       | Nigeria                                  | Engleză          |
| 1987 | Iosif Brodski                                   | Rusia/ Statele Unite ale Americii        | Rusă/Engleză     |
| 1988 | Naguib Mahfouz                                  | Egipt                                    | Arabă            |
| 1989 | Camilo José Cela                                | Spania                                   | Spaniolă         |
| 1990 | Octavio Paz                                     | Mexic                                    | Spaniolă         |
| 1991 | Nadine Gordimer                                 | Africa de Sud                            | Engleză          |
| 1992 | Derek Walcott                                   | Sfânta Lucia                             | Engleză          |
| 1993 | Toni Morrison                                   | Statele Unite ale Americii               | Engleză          |
| 1994 | Kenzaburo Oe                                    | Japonia                                  | Japoneză         |
| 1995 | Seamus Heaney                                   | Irlanda                                  | Engleză          |
| 1996 | Wisława Szymborska                              | Polonia                                  | Poloneză         |
| 1997 | Dario Fo                                        | Italia                                   | Italiană         |
| 1998 | José Saramago                                   | Portugalia                               | Portugheză       |
| 1999 | Günter Grass                                    | Germania                                 | Germană          |
| 2000 | Gao Xingjian                                    | Franța/ China                            | Chineză          |
| 2001 | Vidiadhar Surajprasad Naipaul                   | Regatul Unit                             | Engleză          |
| 2002 | Imre Kertész                                    | Ungaria                                  | Maghiară         |
| 2003 | John Maxwell Coetzee                            | Africa de Sud                            | Engleză          |
| 2004 | Elfriede Jelinek                                | Austria                                  | Germană          |
| 2005 | Harold Pinter                                   | Regatul Unit                             | Engleză          |
| 2006 | Orhan Pamuk                                     | Turcia                                   | Turcă            |
| 2007 | Doris Lessing                                   | Regatul Unit                             | Engleză          |
| 2008 | Jean-Marie Gustave Le Clézio                    | Franța și Mauritius                      | Franceză         |
| 2009 | Herta Müller                                    | Germania și România                      | Germană/Română   |
| 2010 | Mario Vargas Llosa                              | Peru / Spania                            | Spaniolă         |
| 2011 | Tomas Tranströmer                               | Suedia                                   | Suedeză          |
| 2012 | Mo Yan                                          | China                                    | Chineză          |
| 2013 | Alice Munro                                     | Canada                                   | Engleză          |
| 2014 | Patrick Modiano                                 | Franța                                   | Franceză         |
| 2015 | Svetlana Alexievici                             | Belarus                                  | Rusă             |
| 2016 | Bob Dylan                                       | Statele Unite ale Americii               | Engleză          |
| 2017 | Kazuo Ishiguro                                  | Regatul Unit                             | Engleză          |
| 2018 | Olga Tokarczuk (decernat în 2019)               | Polonia                                  | Poloneză         |
| 2019 | Peter Handke                                    | Austria                                  | Germană          |
| 2020 | Louise Glück                                    | Statele Unite ale Americii               | Engleză          |
| 2021 | Abdulrazak Gurnah                               | Regatul Unit                             | Engleză          |
| 2022 | Annie Ernaux                                    | Franța                                   | Franceză         |
| 2023 | Jon Fosse                                       | Norvegia                                 | Norvegiană       |
| 2024 | Han Kang                                        | Coreea de Sud                            | Coreeană         |